# Karl von Hirschfeld
Pour les articles homonymes, voir Hirschfeld.
Karl Friedrich Hermann von Hirschfeld (né le 5 août 1800 à Potsdam et mort le 13 février 1878 à Ehrenbreitstein) est un général de division prussien et commandant de Glogau.

## Biographie

### Origine
Karl est le fils du lieutenant général prussien Karl Friedrich von Hirschfeld et de sa seconde épouse Henriette, née von der Schulenburg, veuve de Fuchs (1765-1800). Ses demi-frères sont le général de cavalerie prussien Alexander Adolf (1787-1858) et les deux généraux d'infanterie Moritz (1790-1859) et Ferdinand (1792-1863).

### Carrière militaire
Hirschfeld fait ses études secondaires à Brandebourg-sur-la-Havel, et étudie à la maison des cadets de Berlin. Le 9 mai 1818, il est affecté au 25e régiment d'infanterie (de) de l'armée prussienne en tant que drapeau portepee et est promu au rang de sous-lieutenant au début du mois d'août 1820. En 1825/28, Hirschfeld est commandé pour poursuivre sa formation à l'École générale de guerre. Par brevet du 17 avril 1819, il est transféré le 13 mai 1830 à Francfort-sur-l'Oder dans le 12e régiment d'Infanterie. Il devient premier lieutenant à la mi-mai 1832, est en même temps professeur à l'école divisionnaire de la 5e division d'infanterie en 1833/35 et est commandé au bureau topographique de 1835 à 1837. Avec sa promotion au grade de capitaine, Hirschfeld devient le 24 mai 1842 chef de la 2e compagnie et progresse jusqu'à fin mars 1846 au grade de capitaine de 1re classe. Il est ensuite nommé major le 20 février 1849, commandant du 2e bataillon du 20e régiment d'infanterie (pl) à Torgau. Il y devient lieutenant-colonel le 12 juillet 1855.
Le 23 mai 1857, Hirschfeld devient commandant de Pillau, position dans laquelle il est placé deux mois plus tard à la suite du 20e régiment d'infanterie et décoré fin octobre 1857 de l'ordre de Saint-Vladimir de 3e classe. Il est ensuite affecté au commandement de Glogau à partir du 8 juin 1858 et est promu colonel le 22 novembre 1858. Le 3 octobre 1859, il est décoré de l'ordre de l'Aigle rouge de 3e classe avec ruban et reçoit le 18 octobre 1861 le caractère de major général à l'occasion des festivités du couronnement du roi Guillaume Ier. Le 15 avril 1862, Hirschfeld est mis à disposition avec la pension de commandant de brigade.
Après son départ, il est , à partir du 15 janvier 1867, président adjoint de la "Fondation nationale de remerciement pour les vétérans". Il est décédé le 13 février 1878 à Ehrenbreitstein.

### Famille
Il se marie le 17 mars 1829 à Francfort-sur-l'Oder avec Bertha Freytag (1803-1838), la fille du maire. Le couple a plusieurs enfants :
- Eugen Hans Robert Karl (1829-1912), conseiller principal du gouvernement
- Karl Friedrich (1831–1866), tué près de Sadowa
- Élise Bertha Ehrengard (1833-1922)
- Karl Heinrich Hugo (1836-1864)

Après la mort de sa première femme, il se marie le 5 mai 1839 à Zossen avec Philippine von Ruville (1818-1862), avec qui il a les enfants suivants :
- Eugen Karl Moritz Konstant (1840-1870), tué à Loigny
- Karl René Philipp Louis (1841-1849)
- Karoline Philippine Berha Alice (1845-1868)
- Karoline Philippine Louise Rosa Agnès Friederike (née en 1850)
- Karl Gustav Louis Adolf (1853-1909), premier lieutenant
- Karl Louis August Erich Gerhard (1866–1936), employé de banque